# Comuna Oleșnea, Ripkî
Oleșnea (în ucraineană Олешня) este o comună în raionul Ripkî, regiunea Cernihiv, Ucraina, formată din satele Hrîbova Rudnea, Oleksandrivka și Oleșnea (reședința).

## Demografie
Componența lingvistică a comunei Oleșnea
     Ucraineană (93,92%)
     Rusă (4,65%)
     Belarusă (1,26%)
Conform recensământului din 2001, majoritatea populației comunei Oleșnea era vorbitoare de ucraineană (93,92%), existând în minoritate și vorbitori de rusă (4,65%) și belarusă (1,26%).